# ピントル式噴射装置

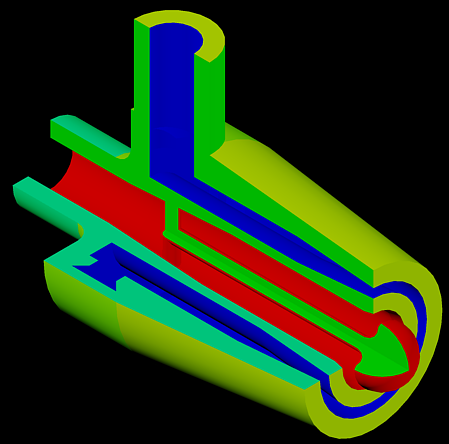
酸化剤が青色で燃料が赤色

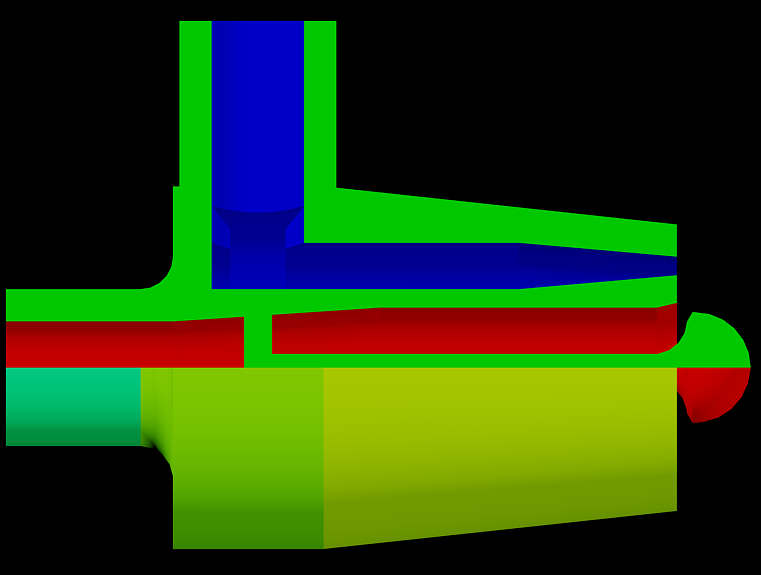
横から見た図、燃料と酸化剤が同心円状に噴射されて混ざり合う

ピントル式噴射装置（ピントルしきふんしゃそうち、英名:pintle injector）は、ロケットエンジンの推進剤噴射装置の一型式で、アポロ計画の月着陸船の降下推進システムにおいて初めて使用された。アポロ計画が終了した後、需要が減り、半ば忘れ去られようとしていたが、その優れた特性に着眼した技術者たちによって、ピントル式噴射装置は現在、スペースX社のマーリンエンジンで使用される。

## 歴史
ピントル式噴射装置の起源は1950年代半ばにカリフォルニア工科大学とジェット推進研究所によってハイパーゴリック液体推進剤の混合と燃焼反応時間の調査目的で使用された初期の研究所の実験的な試みに端を発する。ピントルインジェクターは、後のTRW社のRamo-Wooldridgeの一部門である宇宙技術研究所（STL）によって具体化・開発された。1960年に開発が開始されたが1972年10月にアメリカ合衆国特許第 3,699,772号がTRW社のGerry Elverumにピントル式噴射装置の発明に対して特許権が与えられるまでは公開されなかった。

## 詳細
ピントル式噴射装置は同心円状の噴射装置である。推進剤の流れA（燃料または酸化剤）の流れは外側の管を抜けて円筒状の流れが出て、流れB（Aとは別）が内側の管から流れて自動車のポペット弁に似たピントル型の形状に噴射して円錐状または平面に広がり、Bと円筒状のAは衝突する。いくつかの派生型でピントルは推進剤Bが半径方向に広がるように球を備える構造になっている。
仮に推進剤Ｂを燃料としてAを酸化剤とした場合、ピントル配置は燃料の膜で燃焼室内面を実質的には自動的に冷却する。同様にピントル式噴射装置は燃焼効率を大きく損ねずに出力を加減することができる （多くの人々は庭園の散水用のホースの先端にある調整可能な噴射装置でピントル式噴射装置の使用を経験している）。

## ピントル式噴射装置を備える主なエンジン
- 月着陸船用下降エンジン
- TR-106
- TR-201
- ケストレル
- マーリン
- Executor
- MOMO (ロケット)